# Hoplopyga gosseti
Hoplopyga gosseti är en skalbaggsart som beskrevs av Franz Antoine 2008. Hoplopyga gosseti ingår i släktet Hoplopyga och familjen Cetoniidae. Inga underarter finns listade i Catalogue of Life.